# Śnieżne psy
Śnieżne psy (ang. Snow Dogs, 2002) – amerykańsko-kanadyjski film komediowy z główną rolą Cuby Gooding Jr. Film wyprodukował Walt Disney Pictures, natomiast scenariusz filmu oparto na powieści Winterdance. The Fine Madness of Running the Iditarod autorstwa Gary’ego Paulsena.

## Obsada
- Cuba Gooding Jr. – Dr Ted Brooks
- Joanna Bacalso – Barb
- James Coburn – James 'Grzmot' Johnson
- Sisqó – Dr Rupert Brooks
- Nichelle Nichols – Amelia Brooks
- M. Emmet Walsh – George Murphy
- Graham Greene – Peter Yellowbear

i inni

## Wersja polska
Wersja polska: Master Film
Reżyseria: Waldemar Modestowicz
Dźwięk: Małgorzata Gil
Montaż: Jan Graboś
Kierownictwo produkcji: Beata Jankowska
Wystąpili:
- Tomasz Kozłowicz – Ted Brooks
- Tomasz Zaliwski – Grzmot Jack Johnson
- Tomasz Sapryk – Dr Rupert Brooks
- Małgorzata Niemirska – Amelia Brooks
- Lech Ordon – George
- Janusz Bukowski – Peter Yellowbear
- Witold Pyrkosz – Ernie
- Danuta Stenka – Barb
- Andrzej Gawroński – Arthur
- Marcin Troński – Dr Brooks

i inni

## Opis fabuły
Film opowiada o losie sławnego człowieka – Teda, który z zawodu jest dentystą w Miami. W dorosłym wieku Ted dowiaduje się, że został zaadoptowany, i że jego rodzina mieszka na Alasce w małym miasteczku Talkeetna. Mężczyzna nie zastanawia się długo i postanawia wyjechać do swojego rodzinnego domu w poszukiwaniu informacji. Na miejscu dowiaduje się, że jego matka Lucy nie żyje. Lucy była maszerką i posiadała bardzo wyjątkowe psy – które potem były pod opieką Teda. Warto wspomnieć również o Demonie – wielkim, przywódczym, psim liderze. Na Alasce Ted poznaje też miłą kobietę o imieniu Barb. Ted nie dowiaduje się jednak kto był jego ojcem. Gdy mężczyzna miał zamiar wracać do domu, Barb oznajmia mu że ojcem jego jest John Grzmot – człowiek legenda, który ratuje Teda i wyjawia mu prawdę – że jest jego ojcem. Ted jednak wyjeżdża z Alaski. W dalszej części filmu na Alasce organizowane są zawody jazdy zaprzęgowej, w której ojciec Teda bierze udział. Ted dowiaduje się, że Grzmot okłamał go. Dentysta wraca na Alaskę, niestety trochę za późno.
John Grzmot zaginął podczas zawodów jazdy zaprzęgowej. Jednak jego syn rusza na jego poszukiwania i odnajduje go. Szczęśliwie wraca do domu z ojcem. Ted na końcu filmu bierze ślub z Barb, pozostaje na Alasce i zakłada tam gabinet dentystyczny.